# ناتان ویلموت
ناتان ویلموت (انگلیسی: Nathan Wilmot؛ زادهٔ ۱۳ دسامبر ۱۹۷۹) قایقران اهل استرالیا بود.